# Ivančići
Ivančići su naseljeno mjesto u Republici Hrvatskoj u Zagrebačkoj županiji.

## Zemljopis
Administrativno su u sastavu Jastrebarskog. Naselje se proteže na površini od 4,37 km². 

## Stanovništvo
Prema popisu stanovništva iz 2001. godine Ivančići broje 212 stanovnika koji žive u 75 kućanstava. Gustoća naseljenosti iznosi 48,51 st./km².
| broj stanovnika | 424   | 446   | 452   | 471   | 444   | 464   | 434   | 422   | 441   | 443   | 401   | 367   | 280   | 287   | 212   | 198   | 145   |
|                 | 1857. | 1869. | 1880. | 1890. | 1900. | 1910. | 1921. | 1931. | 1948. | 1953. | 1961. | 1971. | 1981. | 1991. | 2001. | 2011. | 2021. |

## Znamenitosti
- Planinarska piramida, zaštićeno kulturno dobro